# Lafitte-sur-Lot
Lafitte-sur-Lot ist eine französische Gemeinde mit 814 Einwohnern (Stand 1. Januar 2022) im Département Lot-et-Garonne in der Region Nouvelle-Aquitaine (vor 2016: Aquitanien). Die Gemeinde gehört zum Arrondissement Marmande und zum Kanton Tonneins.
Der Name der Gemeinde leitet sich vom Ausdruck fito (deutsch Grenzstein) ab.
Die Einwohner werden Lafittois und Lafittoises genannt.

## Geographie
Lafitte-sur-Lot liegt ca. 27 Kilometer südöstlich von Marmande und ca. 25 Kilometer nordwestlich von Agen in der historischen Provinz Agenais.
Umgeben wird Lafitte-sur-Lot von den sieben Nachbargemeinden:
|         | Laparade                                    | Castelmoron-sur-Lot |
| Clairac | Kompassrose, die auf Nachbargemeinden zeigt | Granges-sur-Lot     |
| Bourran | Lacépède                                    | Saint-Sardos        |

Lafitte-sur-Lot liegt im Einzugsgebiet des Flusses Garonne am linken Ufer des Lot, einem seiner Nebenflüsse.
Nebenflüsse des Lot durchqueren das Gebiet der Gemeinde,
- die Grande Raze,
- der Ruisseau de Saint-Philip, der in Lafitte-sur-Lot entspringt,
- der Salabert und
- der Ruisseau de Pinau, an seinem Oberlauf auch Ruisseau le Caillabous genannt.[2]

## Geschichte
Archäologische Untersuchungen führten Spuren einer Besiedelung zutage, die aus dem sechsten Jahrhundert datieren. Die Römerstraße vom heutigen Aiguillon nach Eysses, heute einem Weiler von Villeneuve-sur-Lot, durchquerte Lafitte-sur-Lot.
Im Jahre 1271 wurde das Dorf in einem Saisimentum, einem Dokument eines Amtseids, als ein befestigter Ort (Castrum) erwähnt. Die Häuser der kleinen Pfarrgemeinde gruppierten sich in einem Halbkreis um die Pfarrkirche. Zu dieser Zeit führte die Straße von Clairac nach Villeneuve-sur-Lot durch das Dorf.
In der zweiten Hälfte des 16. Jahrhunderts erreichten die Ideen des Protestantismus schnell auch Lafitte-sur-Lot und wurden dort mehrheitlich von der Bevölkerung angenommen. Bis 1575 konnte die katholische Kirche ihren Einfluss für kurze Zeit wieder geltend machen. Dreizehn Jahre später führte Jacques II. de Goÿon de Matignon, Marschall von Frankreich, auf der Seite der Katholiken eine Strafexpedition gegen Lafitte an. Die Protestanten von Lafitte blieben aber Herr der Lage, und erst 1683 wurde die evangelische Kirche geschlossen.

## Einwohnerentwicklung
Nach Beginn der Aufzeichnungen stieg die Einwohnerzahl bis zur Mitte des 19. Jahrhunderts auf ein Niveau von rund 1120. In der Folgezeit sank die Größe der Gemeinde bei kurzen Erholungsphasen bis nach dem Zweiten Weltkrieg auf ein Niveau von rund 750 Einwohnern, bis mit der Jahrtausendwende eine Wachstumsphase einsetzte, die bis heute anhält.
| Jahr      | 1962 | 1968 | 1975 | 1982 | 1990 | 1999 | 2006 | 2011 | 2022 |
| --------- | ---- | ---- | ---- | ---- | ---- | ---- | ---- | ---- | ---- |
| Einwohner | 749  | 774  | 754  | 746  | 731  | 696  | 753  | 798  | 814  |

## Sehenswürdigkeiten

### Pfarrkirche Saint-Sauveur
Gegen 1130 wurde das Priorat Saint-Sacerdos de Lafitte unter den Gütern der Abtei La Sauve-Majeure in La Sauve im heutigen Département Gironde erwähnt. Im Jahre 1197 wurde das Priorat unter dem Namen Sainte-Marie-de-Lafitte unter den Besitzungen der Abtei La Sauve-Majeure erwähnt. Anhand des Eingangsportals und Teilen des Gewölbes lässt sich der Neubau der heutigen Kirche mit Wahrscheinlichkeit auf das 15. Jahrhundert bestimmen.
Der Vikar Valéri besuchte die Kirche im Jahre 1551 und konstatierte keinen Lutheraner unter den Gläubigen, während nur kurze Zeit später, um 1560, die Pfarrgemeinde zum Protestantismus übergetreten ist und die Kirche aufgegeben wurde. Die Aufzeichnungen des Besuchs eines Erzpriesters im Jahre 1639 erwähnen den schlechten Zustand des Bauwerks, vor allem des Gewölbes, aber auch der Wände.
1742 wurde der Altarraum mit einem neuen Gewölbe ausgestattet, die Decke des Langhauses mit Täfelung bekleidet. Zu Beginn des 20. Jahrhunderts besteht die Kirche aus einem Langhaus mit einer Länge von zwei Jochen, einem Querschiff und einer dreiwandigen Apsis. Das Kreuzrippengewölbe stammt wie heute zum Teil aus dem 15. zum anderen Teil aus späterer Zeit. Die Westfassade mit dem Glockenturm besitzt zwei ein spitzbogenförmiges Eingangsportal, das von zwei Strebepfeilern eingerahmt wird. Der obere Teil des Glockenturms zeigt vier Maueröffnungen für das Glockenwerk. Ein runder Halbturm belegt die nördliche Ecke. Turm und Langhaus sind mit Hohlziegeln gedeckt. In den Jahren 1998 bis 2000 wurden Restaurierungen an der Außenseite durchgeführt.
Die Ausstattungsgegenstände der Kirche stammen hauptsächlich aus dem 19. und 20. Jahrhundert. Sechs Glasfenster sind in der zweiten Hälfte des 19. Jahrhunderts vom Glasmaler Louis-Victor Gesta (1866–1938) aus Toulouse geschaffen worden. Sie zeigen in den rundbogenförmigen Lanzetten:
- eine Darstellung des Salvator mundi,
- Johannes den Täufer,
- Jakobus den Älteren,
- den Apostel Johannes,
- die heilige Martha von Bethanien und
- den Apostel Thomas.[6][7]

### Schloss Saint-Sauveur
In der ersten Hälfte des 16. Jahrhunderts, der Zeit der Renaissance, wurde das Schloss als kleines Herrenhaus errichtet. Der rechteckige Bau besaß zwei Stockwerke und ein Dachgeschoss und war mit Flachziegeln gedeckt. Ein Taubenschlag mit einem Zeltdach aus Flachziegeln schloss sich südlich an. Ein östlich gelegener, polygonaler Treppenturm ermöglichte den Zugang zu den Stockwerken. Das Fresko aus der Haube eines Kamins im ersten Stock wurde gegen 1560 überdeckt, als das Dorf zum Protestantismus konvertierte. Es handelte sich um die Darstellung der Anbetung der Könige. Es datiert aus der ersten Hälfte des 16. Jahrhunderts und stammt von einem unbekannten Künstler, der möglicherweise von einem Werk von Leonardo da Vinci inspiriert worden war. Restaurierungsarbeiten im Jahr 1955 legten das Fresko wieder frei.
Im 17. oder 18. Jahrhundert wurde ein rechteckiger Wohntrakt als nördlich als Verlängerung angebaut. Arbeiten in den 1950er Jahren an den Fensteröffnungen verfälschten das ursprüngliche Aussehen dieses Anbaus.
Der Wohntrakt aus der Renaissance-Zeit mit seinem Treppenturm ist seit dem 13. Januar 2000 als Monument historique eingeschrieben.

### Evangelische Kirche
Sie wurde im frühen 19. Jahrhundert als Neubau oder Umgestaltung eines bestehenden Hauses errichtet. Die Wände des rechteckigen, einstöckigen Baus sind abwechselnd aus Ziegelsteinen und Steinen gebaut, das Dach ist mit Hohlziegeln gedeckt. Vier vordere Fenster in Form von Segmentbögen geben Licht in das Innere. Auf der rechten Seite befindet sich der Eingang mit einem darüberliegenden Okulus.

### Schloss Poudepé
Es wurde im 18. Jahrhundert im gleichnamigen Weiler auf der Straße von Clairac nach Villeneuve-sur-Lot, der heutigen Route départementale 146E, errichtet. Mehrere Gebäude umschließen U-förmig einen Innenhof, der zur Straße von einer Mauer abgeschlossen ist. Der Wohntrakt ist aus verputztem Bruchstein mit einem Dach, das mit Hohlziegeln gedeckt ist. Seine Breite beträgt sieben Jochen. Segmentbogenförmige Fenster geben Licht in das Gebäude. Lukarne mit dreieckigen oder krummlinigen Giebeln geben Licht in das Dachgeschoss. Der segmentbogenförmige Eingang in der Mitte wird von flachen Pilastern eingerahmt. Die hintere Fassade ist dem Fluss Lot zugewandt. Zwei mit Schiefer gedeckte, viereckige Pavillons befinden sich an den beiden Enden.
Die Nebengebäude sind als Ziegelsteinen erbaut. Ihre Dächer sind mit Hohlziegeln gedeckt. Die Taubenschläge besitzen Zeltdächer aus Flachziegeln.

## Wirtschaft und Infrastruktur
Die Landwirtschaft ist der wichtigste Wirtschaftsfaktor der Gemeinde.
Die Herstellung von Trockenpflaumen ist eine Spezialität des Gebiets. In Lafitte-sur-Lot gibt es einen Bauernhof mit Museum, der die Herstellung damals wie heute präsentiert und auf dem die Produkte erhältlich sind.

### Bildung
Die Gemeinde verfügt über eine öffentliche Vor- und Grundschule mit 88 Schülerinnen und Schülern im Schuljahr 2018/2019.

### Verkehr
Lafitte-sur-Lot ist erreichbar über die Routes départementales 146, 666, der ehemaligen Route nationale 666 und 911, der ehemaligen Route nationale 111.
Eine regionale Buslinie, die Villeneuve-sur-Lot mit Marmande verbindet, bedient auch die Gemeinde Lafitte-sur-Lot.